# مارغريت س. مككولوك
مارغريت س. مككولوك (بالإنجليزية: Margaret C. McCulloch)‏ هي كاتِبة أمريكية، ولدت في 16 يناير 1901، وتوفيت في 8 مارس 1996.